# Rocío Álvarez
Rocío Álvarez (Valencia) es una realizadora de animación, ilustradora y artista plástica española conocida por proyectos de series como Interlaine o Street Driver y por el cortometraje Simbiosis Carnal, trabajo en el que mezcla técnicas experimentales y que ha sido reconocido con diversos premios a nivel internacional.

## Formación
Álvarez estudió la licenciatura de Bellas Artes en la Universidad Politécnica de Valencia (UPV) y, después en Roma (Italia). Tras explorar en el mundo de la pintura y las instalaciones urbanas, se especializó en animación. Siguió su proceso de formación en este ámbito en la escuela francesa La Poudrière, ubicada en Bourg lès Valence (Francia). Su corto de fin de curso obtuvo repercusión y reconocimiento, lo que lanzó su carrera profesional.
A partir de 2011, vivió en Francia y, desde 2013, reside y trabaja en Bruselas (Bélgica).

## Carrera profesional
Durante su periodo de formación en la escuela La Poudrièrie en Valence (Francia), Álvarez realizó su corto de fin de curso Ecart de Conduite (2012). Tuvo muy buena presencia en numerosos festivales internacionales y fue seleccionado para el Cartoon d’Or en 2013. Poco antes, Álvarez ya había experimentado con la animación 2D tradicional mezclándola con técnicas experimentales. Resultado de dicho trabajo son sus cortometrajes Crik Crak (2010) y Pas de papier (2011).
En 2013, realizó un vídeo de 30 segundo para el Concours Tfou d´animation, concurso de televisión para jóvenes animadores. Para este trabajo, decidió usar una situación con niños enmascarados haciendo locuras y divirtiéndose. Su propuesta fue innovadora y decidió probar vídeo real mezclado con animación 2D. El trabajo, titulado Fou fou tfou, le farfelu, lo desarrolló en Bruselas con apoyo de la productora Studio de production L´enclume.
Posteriormente, también con apoyo del estudio belga L’Enclume, participó en el desarrollo de proyectos de series como Interlaine o Street Driver. Este último, proyecto becado por Canal+ (España) al obtener el premio Canal+ a proyectos en el Mercado 3D Wire 2014, fue uno de los seleccionados para participar en el laboratorio de animación Bridging the Gap en su edición de 2015. Después, consiguió una residencia artística en Bruselas con la productora belga Zorobabel y Camera.
Demostrando su versatilidad como artista, Álvarez realizó de forma paralela diversos trabajos comerciales para la industria musical, entre los que se encuentran los retratos animados que realizó para France Music, así como dos trabajos para grupos musicales belgas. El primero, de carácter experimental y creativo con un toque primitivo electrónico, denominado Why The Eye? y, el segundo, sensual a la vez que divertido y salvaje, a partir del tema del final del corto llamado Flying Chairs.
Su cortometraje Simbiosis Carnal (Bélgica, 2017) destacó de entre sus trabajos por el reconocimiento recibido en diversos festivales. En él utilizaba técnicas experimentales para hablar sobre la experiencia de exploración poética de la sexualidad mezclada con técnicas experimentales. Se estrenó en el Prime The Animation! 2018 y obtuvo el primer premio de este festival. También en 2018, ganó el Premio al Mejor Cortometraje de la Federación Valònia-Bruselas en la edición de Anima Brussels, entre otros. Y al año siguiente, Álvarez fue la directora de las cortinillas de Prime The Animation! en la edición de 2018. Este proyecto lo realizó en colaboración con el alumnado de su facultad durante un taller organizado por el Máster en Animación de la UPV en el que es profesora.
Simbiosis Carnal ha obtenido numerosos reconocimientos en su trayectoria, entre ellos el premio al Mejor Corto de Animación en el XX edición del Certamen Internacional de Cortos Ciudad de Soria, la participación en selección oficial de Annecy 2018 o el Premio del Público en Animac 2018, Mostra Internacional de Cinema d'Animació de Catalunya.
Álvarez forma parte del grupo de mujeres que están consiguiendo hacer visible su presencia y su talento en la industria del cine de animación.

## Obras
Además de trabajar en el ámbito de la animación, Álvarez ha desarrollado proyectos personales así como para distintas organizaciones, como ilustradora y como artista plástica.

### Cortometrajes de animación
- Crik Crak (2010).
- Pas de papier (2011).
- Écart de conduite (2012).
- Simbiosis Carnal (2017).

### Otros trabajos de animación
- Fou Fou Tfou le farfelu (2013). Vídeo realizado para un concurso de animación dirigido a jóvenes animadores.[18]
- Street driver (2014). Proyecto de serie.
- Why The Eye?
- Flying Chairs
- Retratos animados para el proyecto Le Baladeur Classique de France Music (2015).[19]

## Premios y reconocimientos
En su faceta como realizadora de animación, los trabajos de Álvarez han recibido diversos reconocimientos a nivel nacional e internacional.
- Selección oficial en el Cartoon d’Or 2013 por su cortometraje Écart de conduite.
- Premio Canal+ España otorgado en el Mercado 3D Wire 2014 por su proyecto de serie Street Driver.
- Selecionada para participar en el laboratorio de animación Bridging the Gap 2015 por su proyecto de serie Street Driver.
- Seleccionada para proyecto de residencia en Bruselas con la productora Zorobabel y Camera por su proyecto de serie Street Driver.
- Premio al Mejor Corto de Animación en el XX edición del Certamen Internacional de Cortos Ciudad de Soria por Simbiosis Carnal.
- Premio del Público en Animac 2018, Mostra Internacional de Cinema d'Animació de Catalunya por Simbiosis Carnal.
- Participación en la Sección Oficial de Annecy 2018 por Simbiosis Carnal.